# Puntagorda
Puntagorda is een gemeente op het Canarische Eiland La Palma in de Spaanse provincie Santa Cruz de Tenerife met een oppervlakte van 31 km². Puntagorda telt 2.025 inwoners (1 januari 2016).
Barlovento · Breña Alta · Breña Baja · Fuencaliente de La Palma · Garafía · Los Llanos de Aridane · El Paso · Puntagorda · Puntallana · San Andrés y Sauces · Santa Cruz de La Palma · Tazacorte · Tijarafe · Villa de Mazo